# Tibitin
Tibitin is een geslacht van zakpijpen (Ascidiacea) uit de familie Styelidae en de orde Stolidobranchia.

## Soorten
- Tibitin halimedae C., 1983
- Tibitin manu Monniot C. & Monniot F., 1987
- Tibitin probatus Monniot C. & Monniot F., 1987
- Tibitin transversalis (Tokioka, 1963)